# 887

## Decese
- dată necunoscută: Abbas ibn Firnas  (n. 810)
- 11 ianuarie: Boso de Provence  (n. 844)